# Jonas Berggren (bildhuggare)
Jonas Berggren född 1715 i Kristdala socken, död 12 juni 1800 i Målilla församling, Kalmar län, var en svensk bildhuggare.

## Biografi
Åren 1732–37 var Jonas Berggren bildhuggarlärling i Kalmar, där Johan Helmich Roman  introducerade honom för  Carl Hårleman. Genom Hårlemans förmedling fick han tillgång till studier åren 1741–43 som gratiselev vid Bildhuggarsalen på Stockholms slott. År 1740 fick han tillstånd av Länsstyrelsen i Kalmar att idka bildhuggeri. År 1758 fick han, förutom tillstånd att idka bildhuggarkonst i Kalmar stad och län, även  rätt att anta lärlingar. Efter att senare ha varit bosatt på Högenäs i Fliseryds församling, flyttade han till Målilla socken och inköpte så småningom fastigheten Ämenäs. 

## Verksamhet som konstnär
Jonas Berggren kom att främst vara verksam som bildhuggare av kyrkliga inventarier, såsom predikstolar och altaruppsatser, i Östra Småland samt på Öland. Över ett 40-tal arbeten kan tillskrivas honom. Genom sina erfarenheter från Stockholm kom han att tillägna sig senbarocken med inslag av tidig rokoko. År 1776 tvingades han vid 60 års ålder att lägga om sin ganska frodiga rokokostil, vilken fick ge vika för Överintendentsämbetets nyklassicism. Han lärde sin behärska det nya stilidealet, men detta hindrade inte att han lät den egna fantasin få utlopp i sina verk. Genom de framgångar Berggren fick som provinsiell bildhuggare hemställde han 1782 att få bli invald i Konstakademin. Denna önskan gick dock inte i uppfyllelse, sedan bland andra  Tobias Sergel och Carl Fredrik Adelcrantz granskat hans arbetsprov. Oaktat denna missräkning var han upp till 80 års ålder mycket produktiv.

## Verk i urval

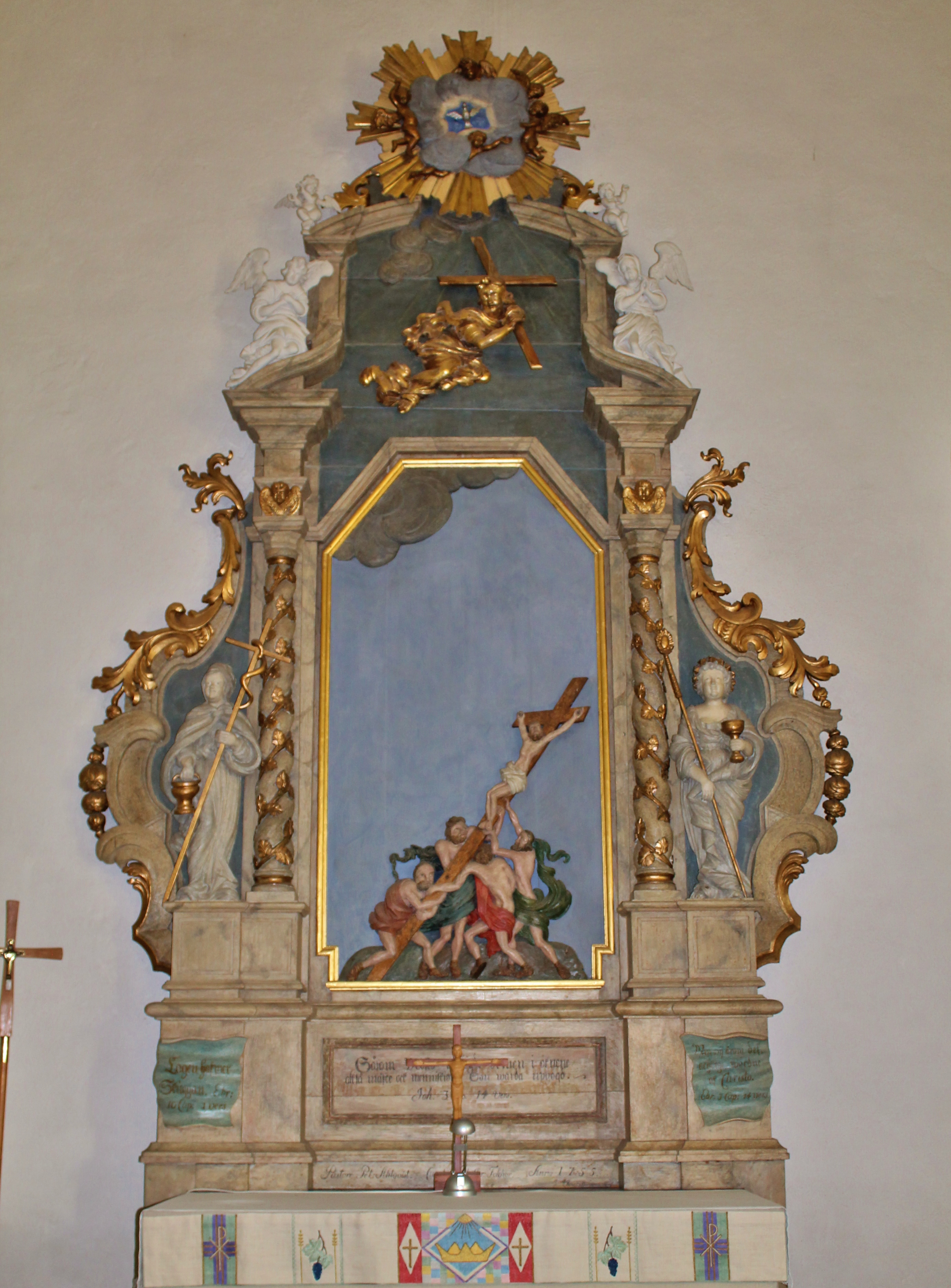
Räpplinge kyrka ,1755.
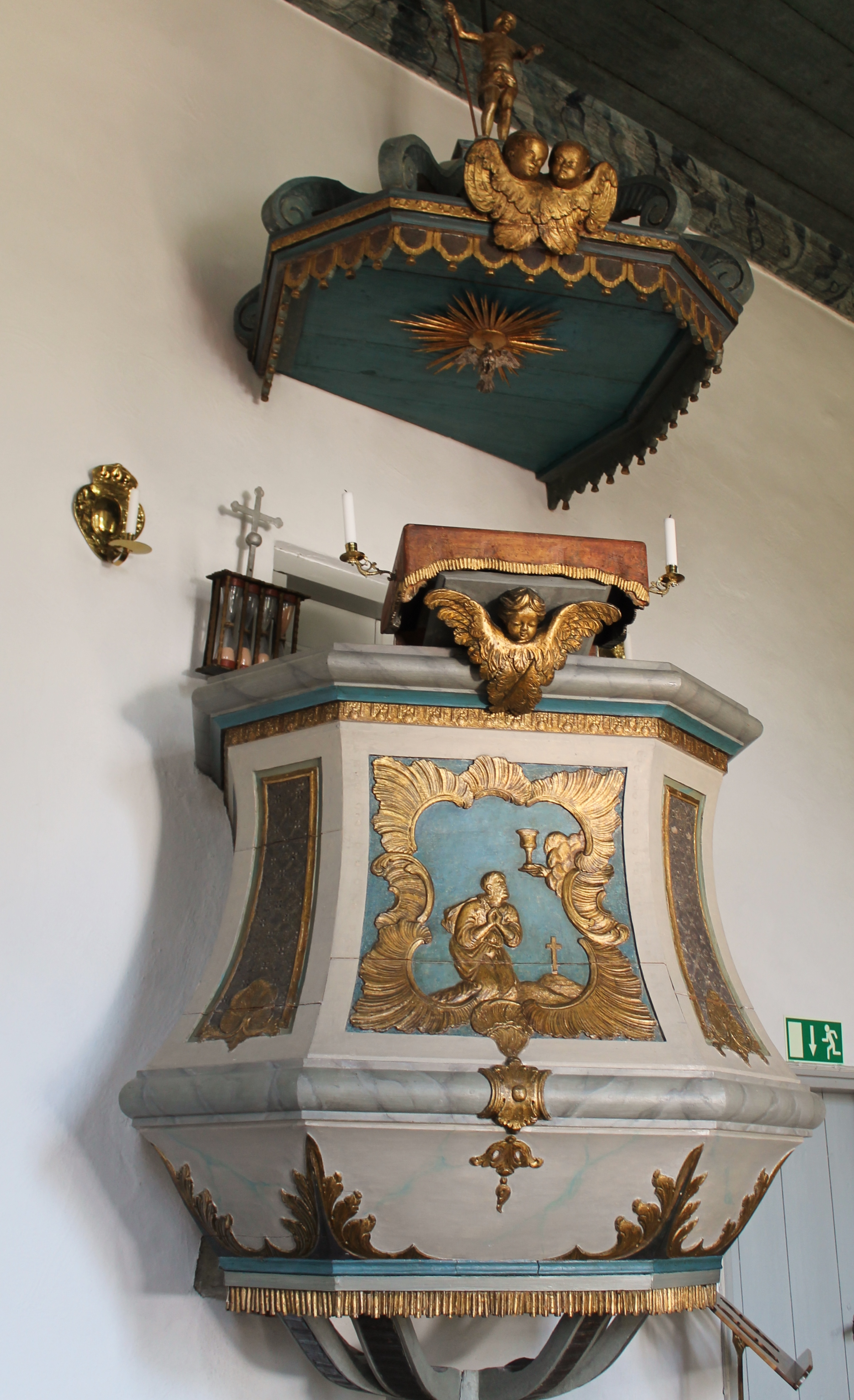
Vickleby kyrka,1763.
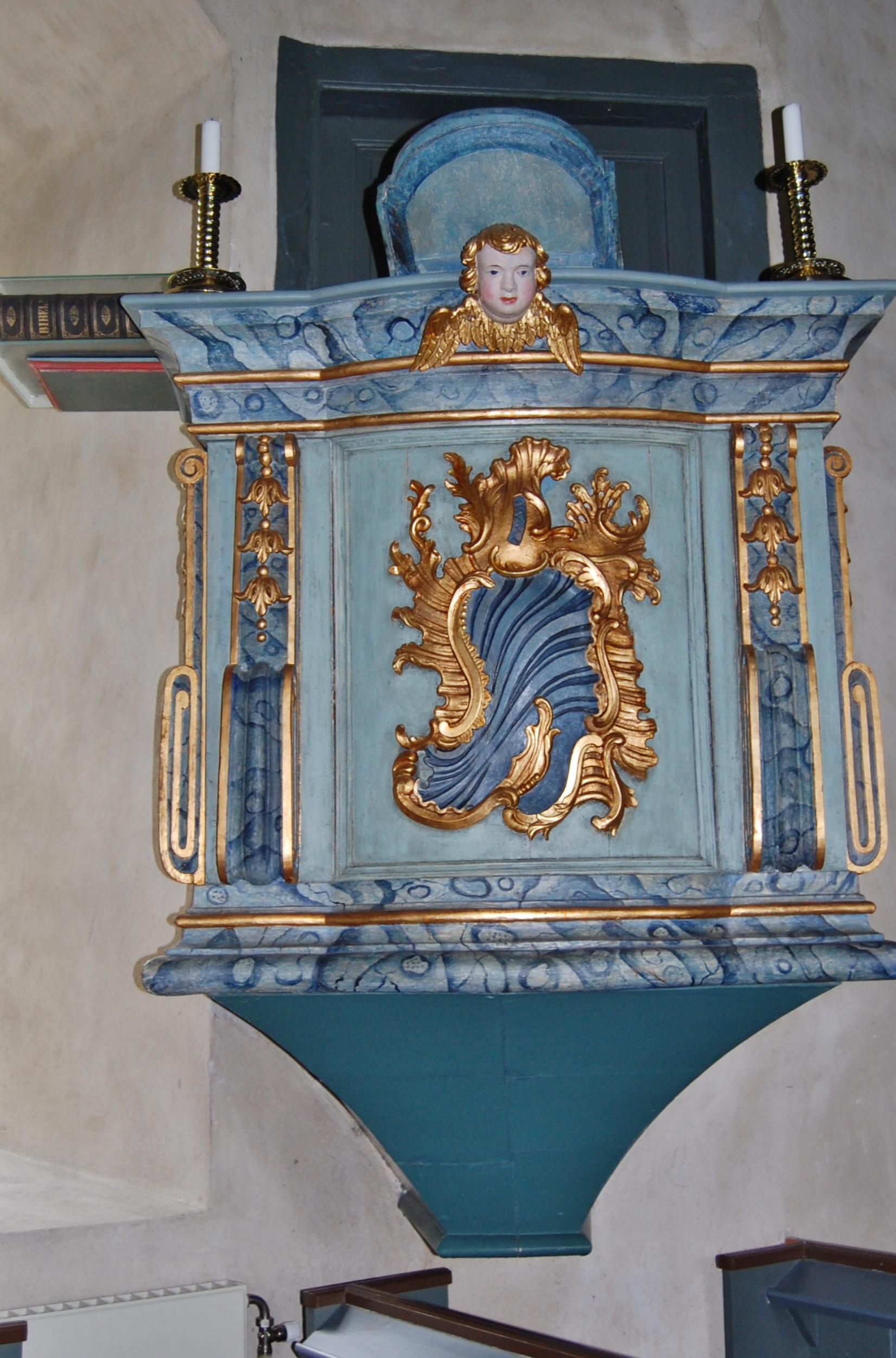
Kläckeberga kyrka ,1764.
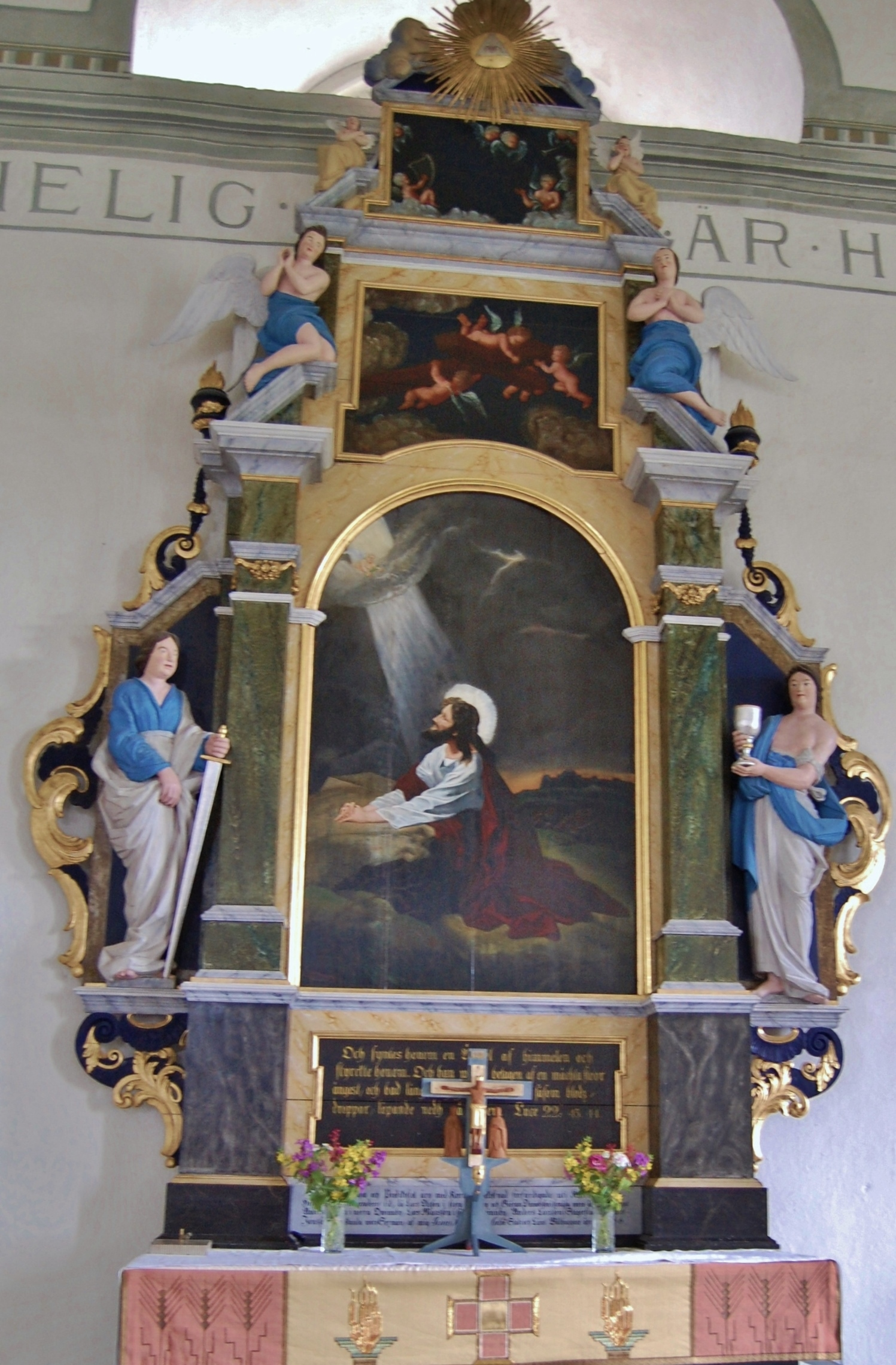
Stenåsa kyrka ,1766.
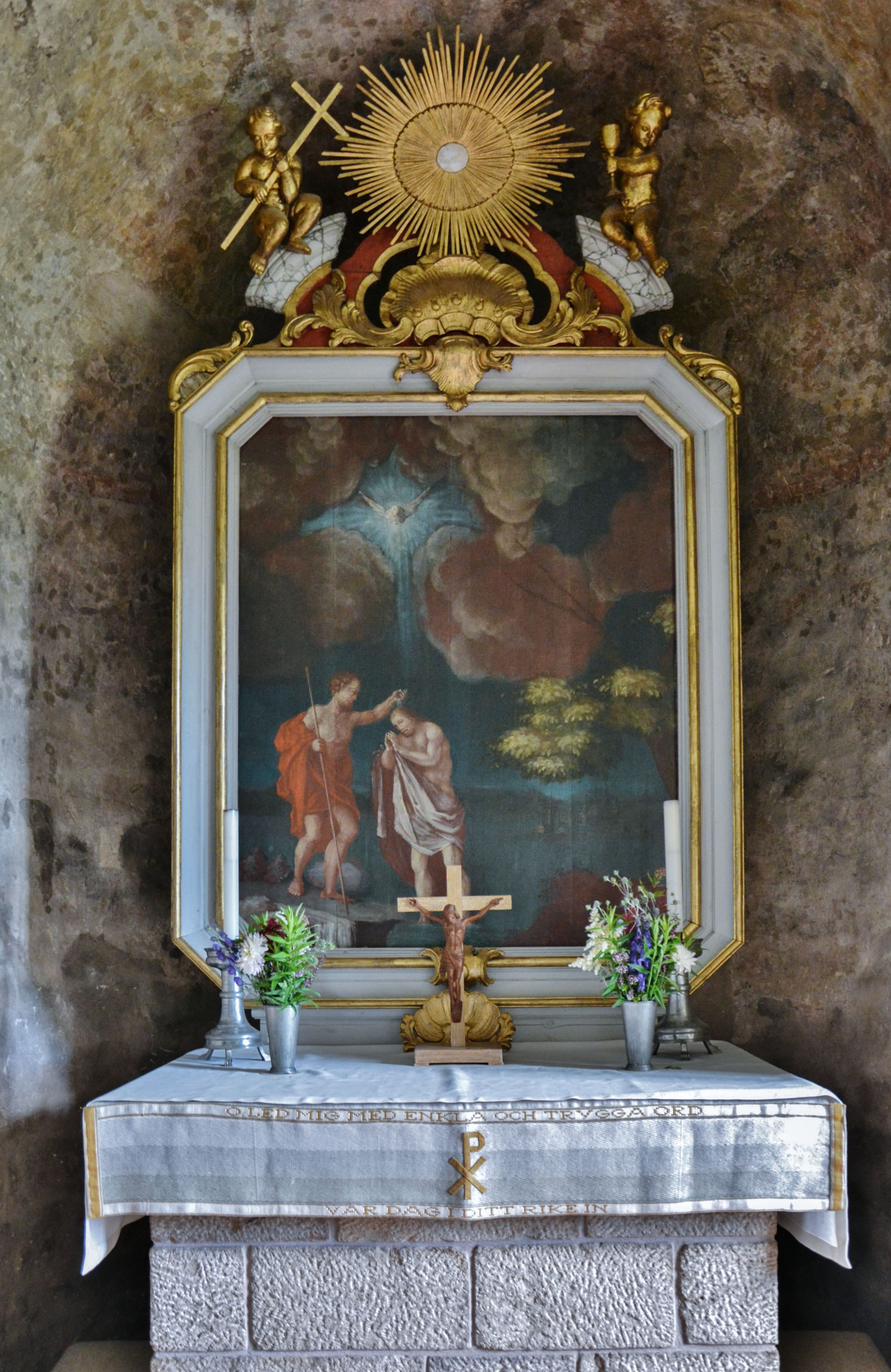
Hossmo kyrka 1768.
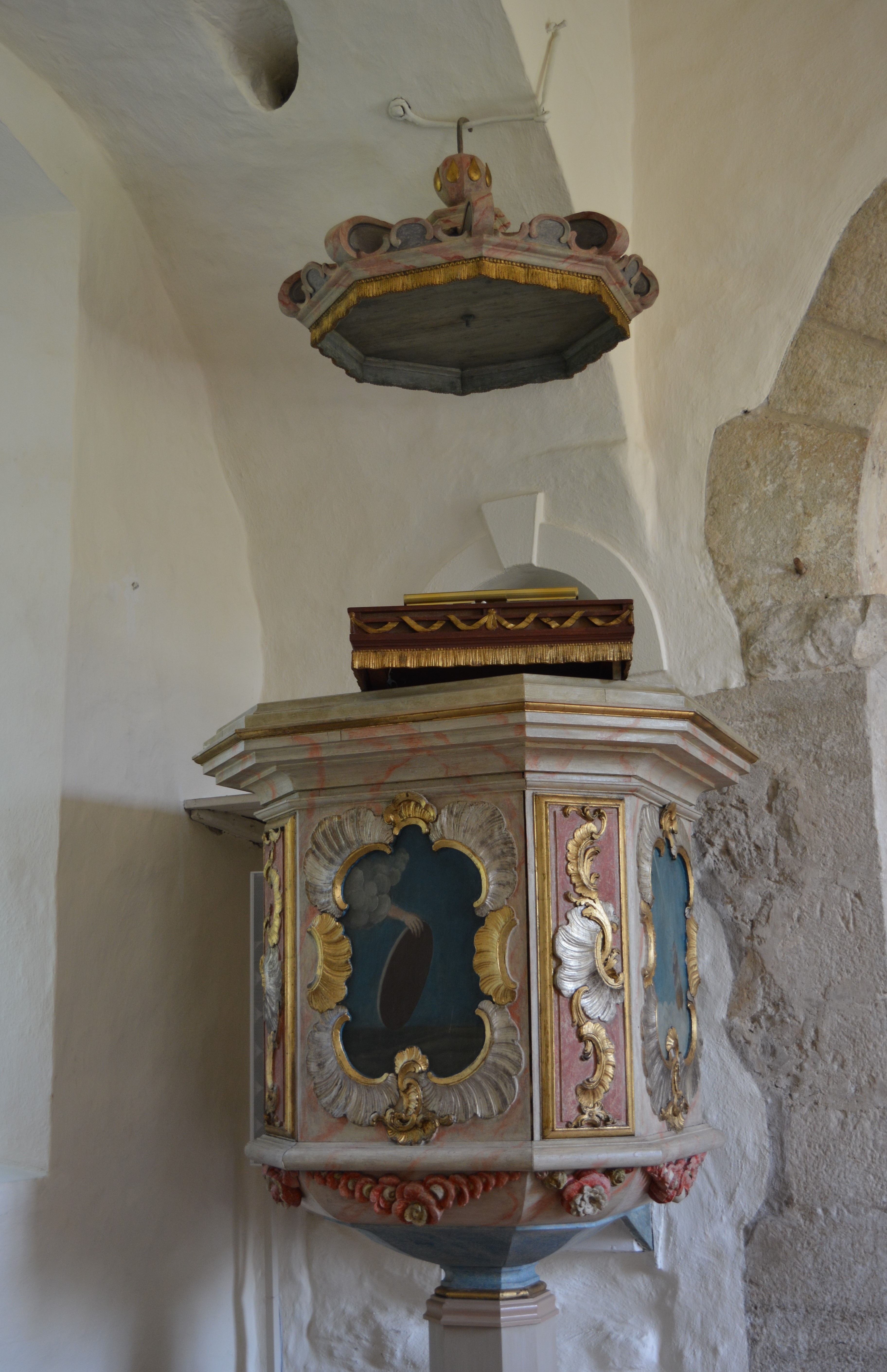
Hossmo kyrka 1768.
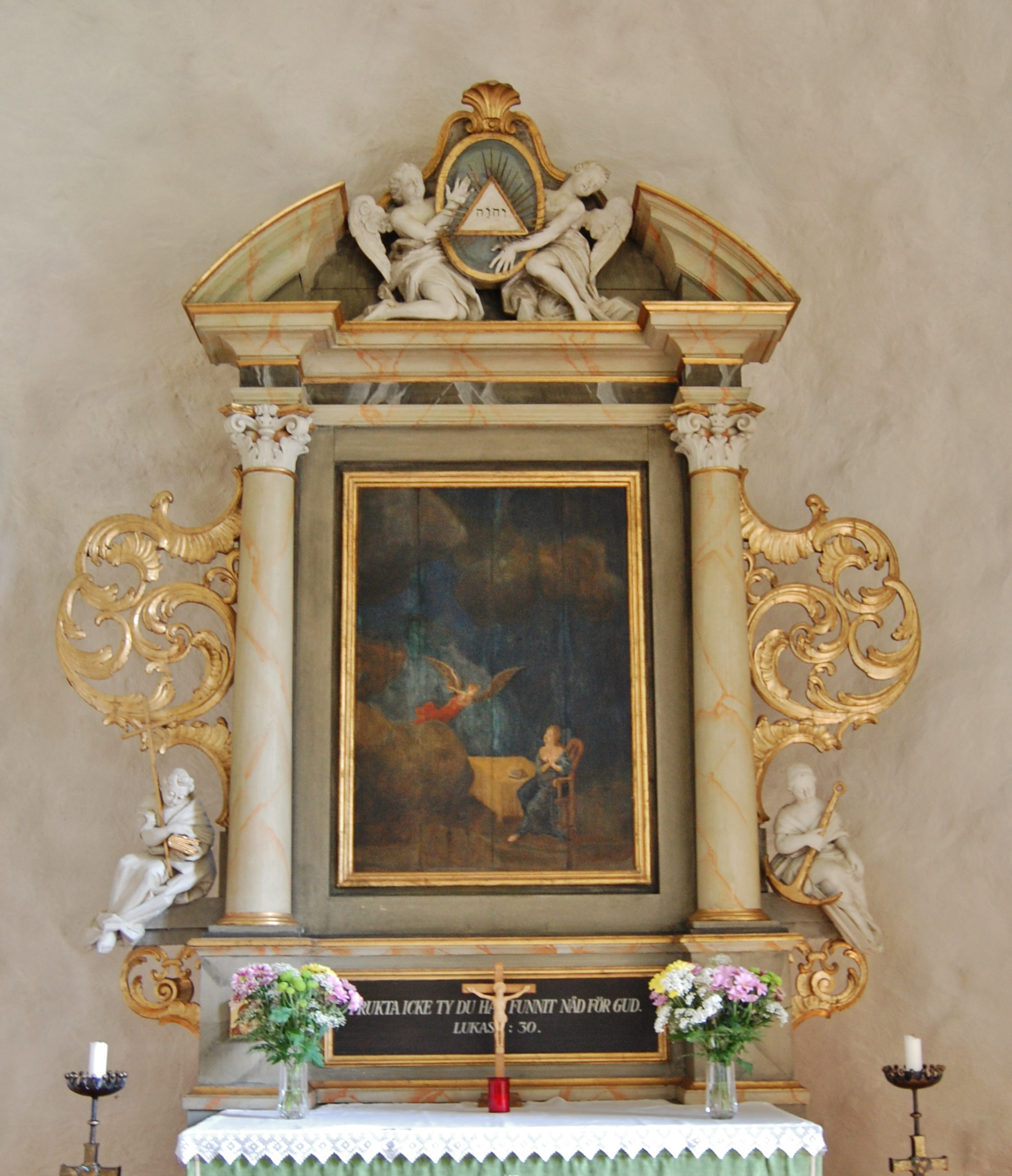
Arby kyrka,1770.
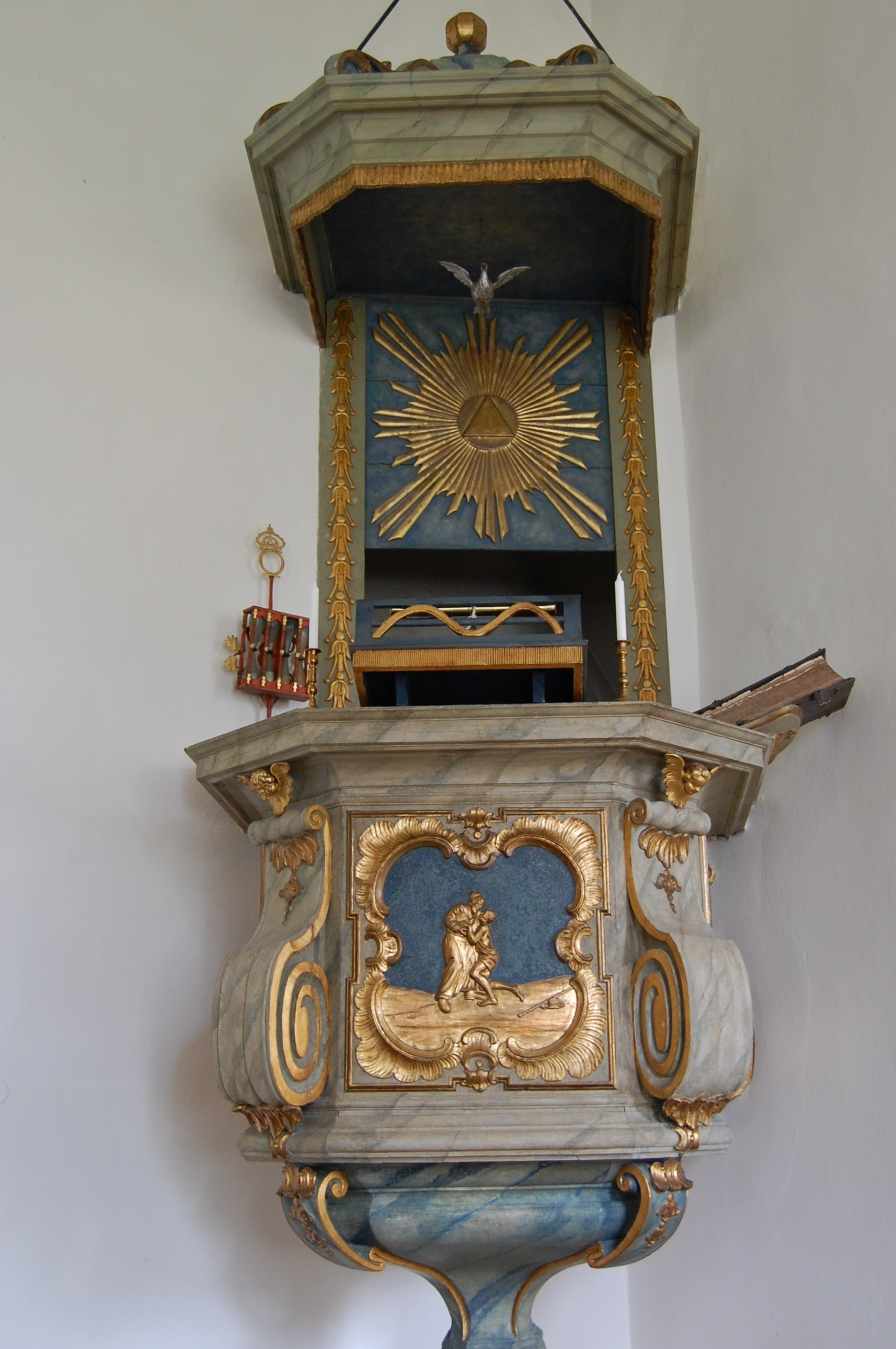
Arby kyrka,1770.
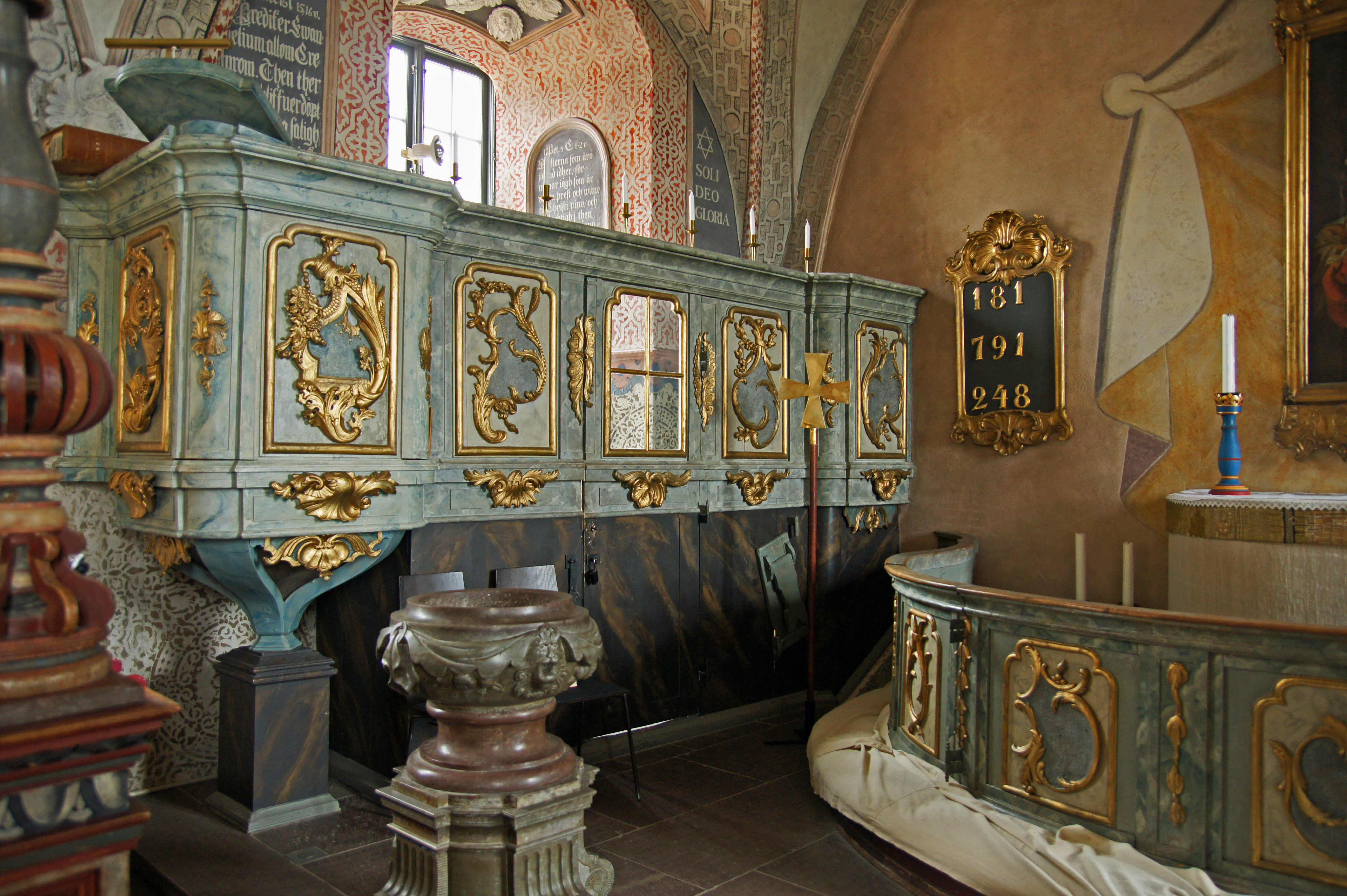
Kalmar Slottskyrka ,1773.
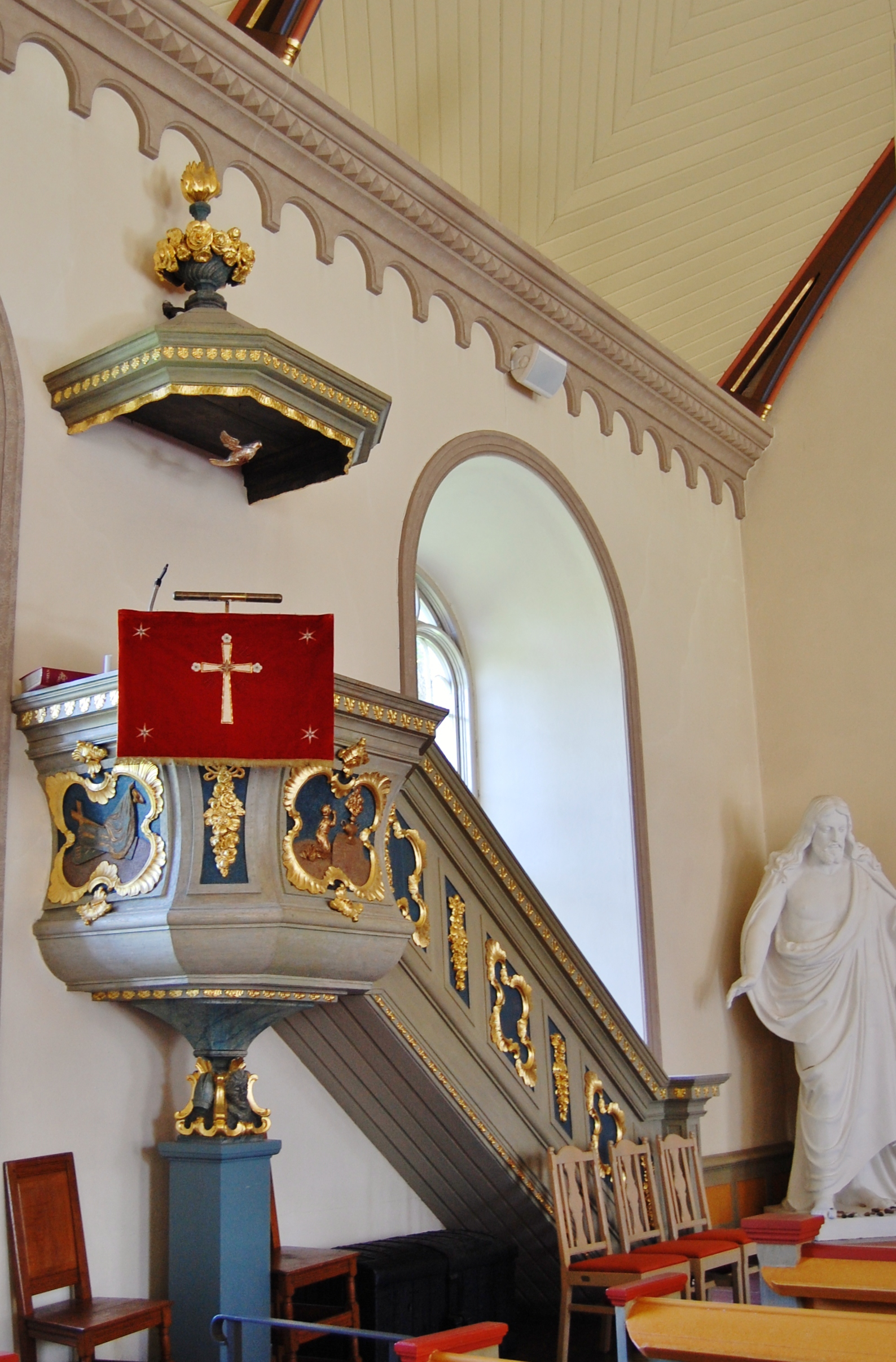
Madesjö kyrka,1773.
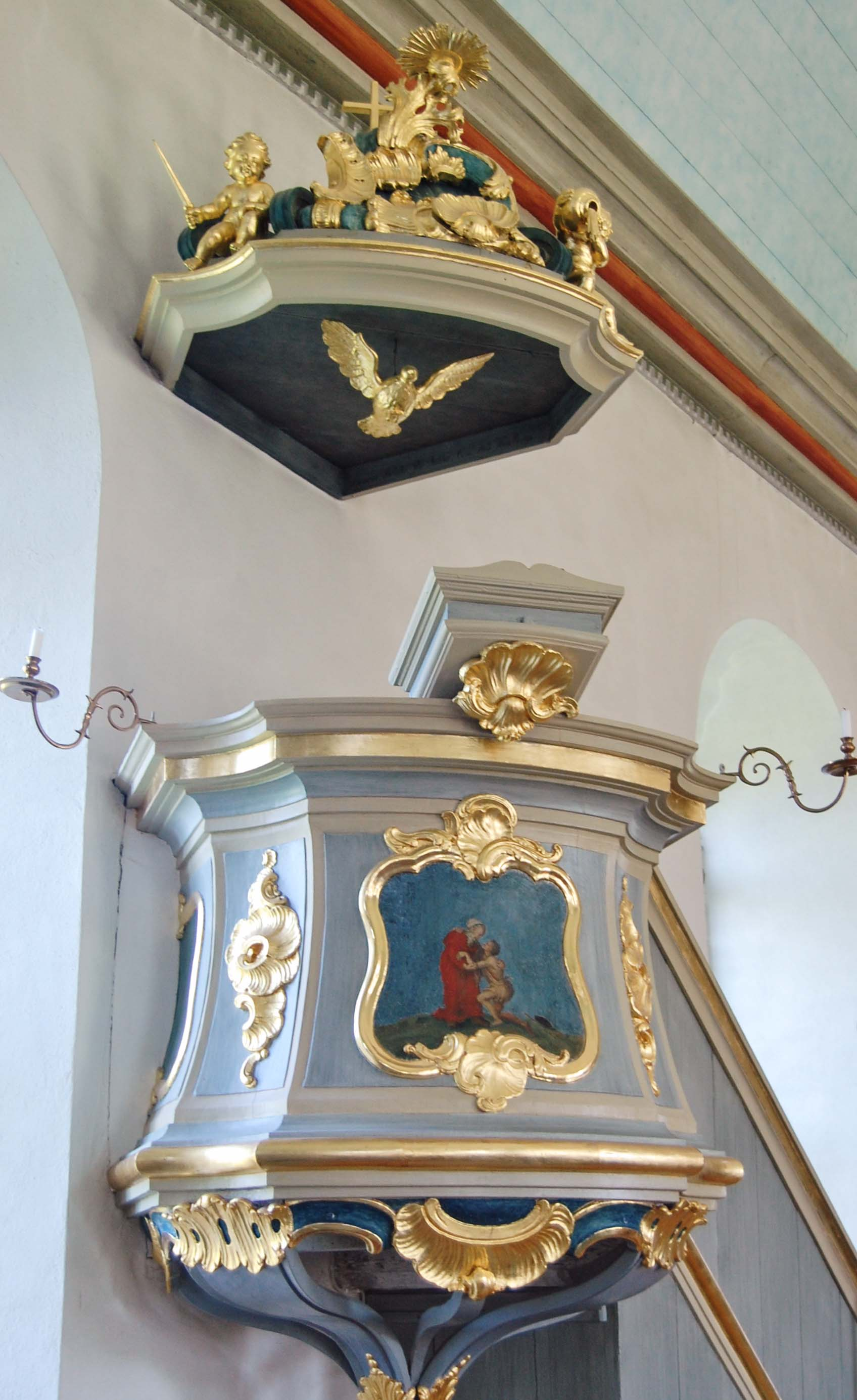
Algutsrums kyrka,1775.
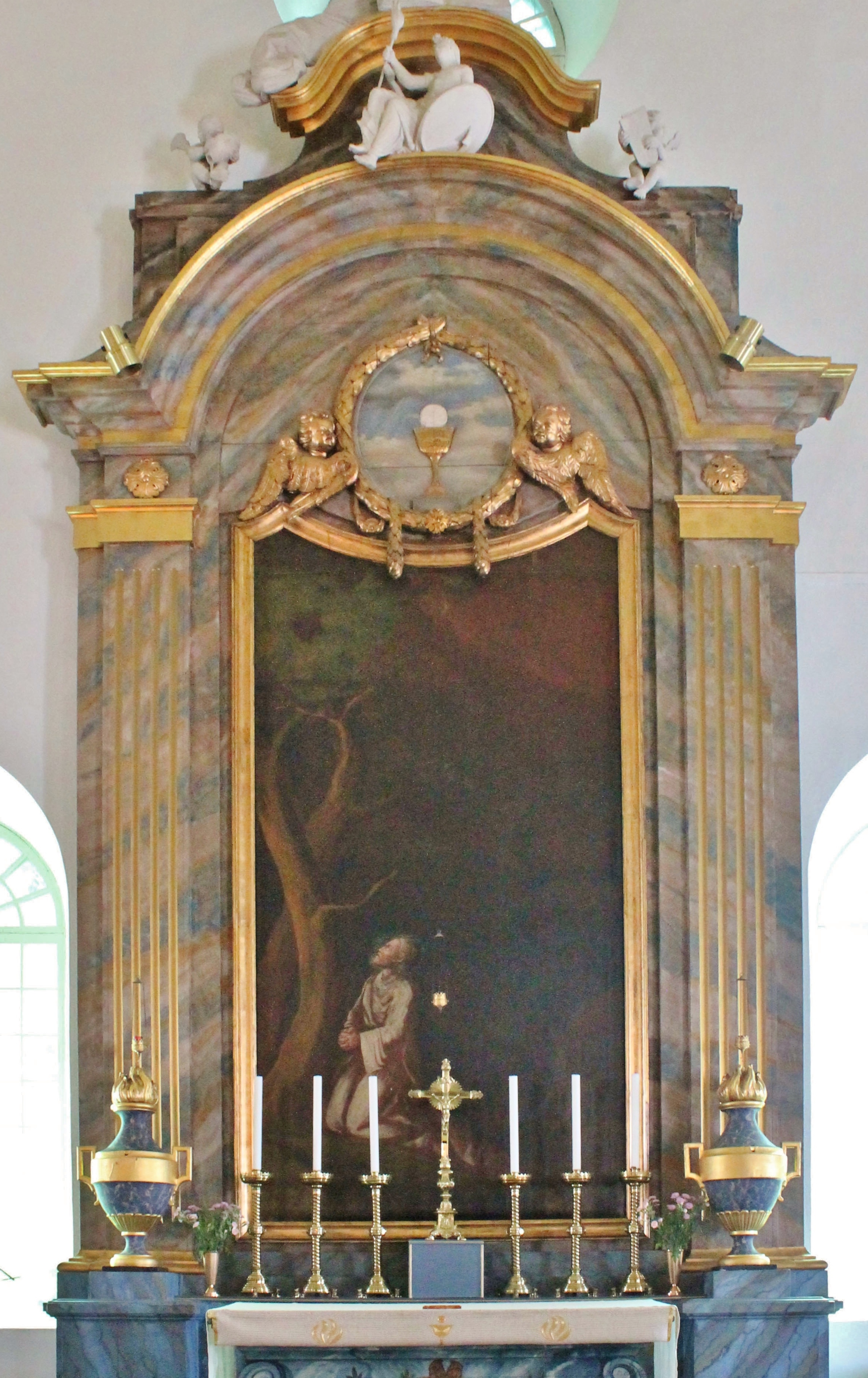
Döderhults kyrka,1778.